# Harina

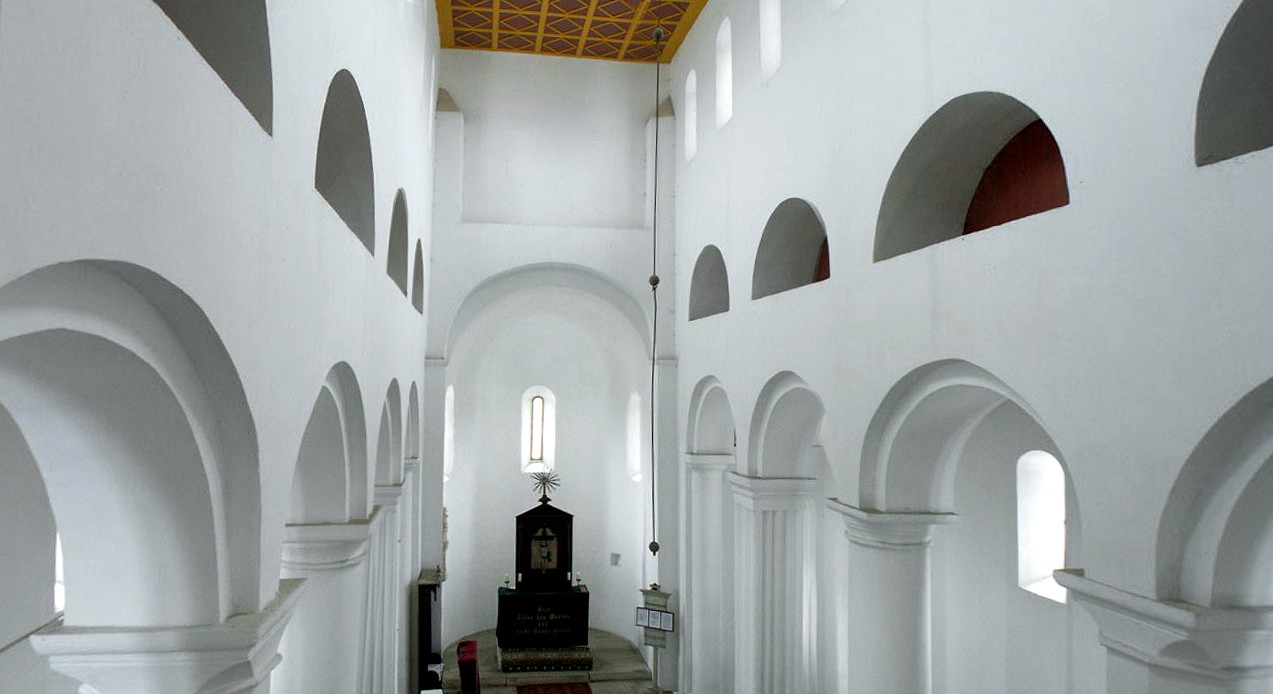

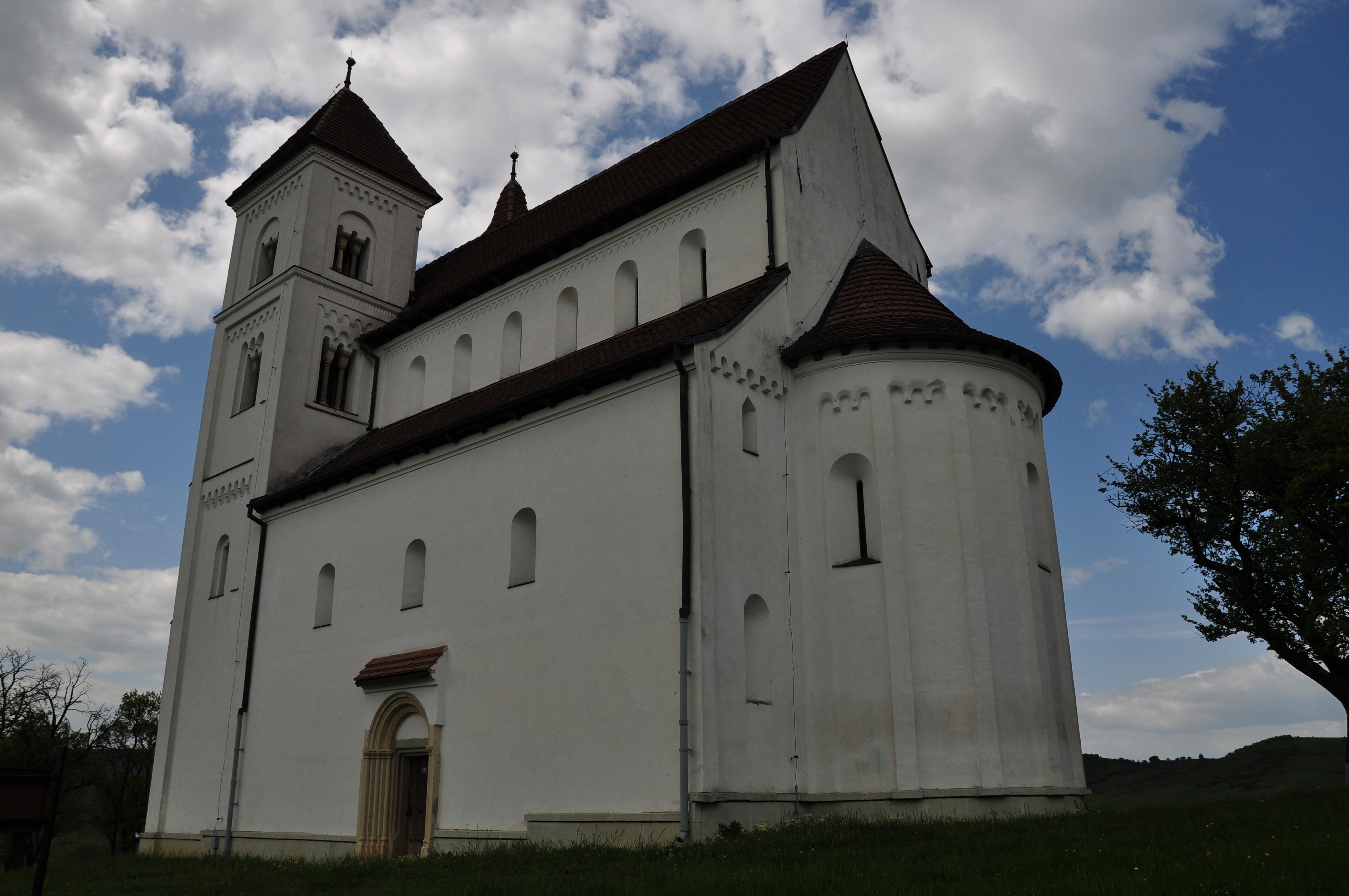

Harina (románul Herina, németül Münzdorf, szászul Minzdref) falu Romániában, Erdélyben, Beszterce-Naszód megyében.

## Fekvése
Besztercétől 15 km-re dél-délnyugatra, Galacfalvától 2 km-re északra található.

## Nevének eredete
Magyar és román nevének eredete tisztázatlan. Német neve a 'szerzetes' jelentésű Mönch szóból ered. Írott történeti névalakjai: Herina (1246), Herena (1282), Harena (1341) Harynna (1503), Müntzdorf (1806).

## Története
A falut szász telepesek alapították még a tatárjárás előtt. Első említésekor, 1246-ban az erdélyi püspök birtoka volt, és püspöki birtok maradt egészen a 14. század végéig. 1395-ben a királyé lett, majd Zsigmond 1411-ben a Farkas családnak adományozta. Lakói jobbágysorba süllyedtek, 1876-ig Doboka vármegyéhez, azután  Beszterce-Naszód vármegye Besenyői járásához tartozott. Határában 1910-ben Szászlekence község és Desbordes Ernő birtokolták a legnagyobb földterületet. Nemesi udvarháza 15. századi késő gótikus eredetű volt, melyet a 17. század elején átépítettek. 1900 után még lakták, de 1948-ra nyomtalanul eltűnt.

## Népessége
- 1850-ben 724 lakosából 306 volt német, 301 román, 59 cigány, 31 zsidó és 26 magyar nemzetiségű; 342 evangélikus, 323 görögkatolikus, 31 zsidó, 19 római katolikus és 9 református vallású.
- 1900-ban 948 lakosából 518 volt román, 404 német és 26 magyar anyanyelvű; 436 görögkatolikus, 380 evangélikus, 95 zsidó, 19 református, 12 ortodox és 6 római katolikus vallású.
- 2002-ben 540 fő lakta, közülük 404 vallotta magát román, 122 cigány, 10 magyar és 4 német nemzetiségűnek; 497 ortodox, 17 görögkatolikus, 9 pünkösdista, 8 református és 4 evangélikus vallásúnak.

## Látnivalók
- A falun kívül, egy magaslaton álló evangélikus templom Erdély egyik legszebb román kori műemléke. Valószínűleg a 12. század végén, de még 1215 előtt épült. Tiszta román stílusú, lényegében eredeti formájában maradt fenn. A lébényi és ákosi templomokhoz hasonlít. A Kacsics nemzetségbeli Simon bán építhette nemzetségi monostornak, mellette a II. világháborúig még láthatóak voltak a bencések egykori kolostorának (vagy Entz Géza szerint a Harinai Farkas család középkori eredetű udvarházának) maradványai. Építőanyaga legnagyobbrészt tégla, de a tornyok sisakja eredetileg kő. Deszkamennyezetét a mai formájában 1748-ban készítették. 1270-ből származó keresztelőmedencéjét a nagyszebeni Brukenthal Múzeum őrzi. A templomot 1999-ben restaurálták.

## Képek

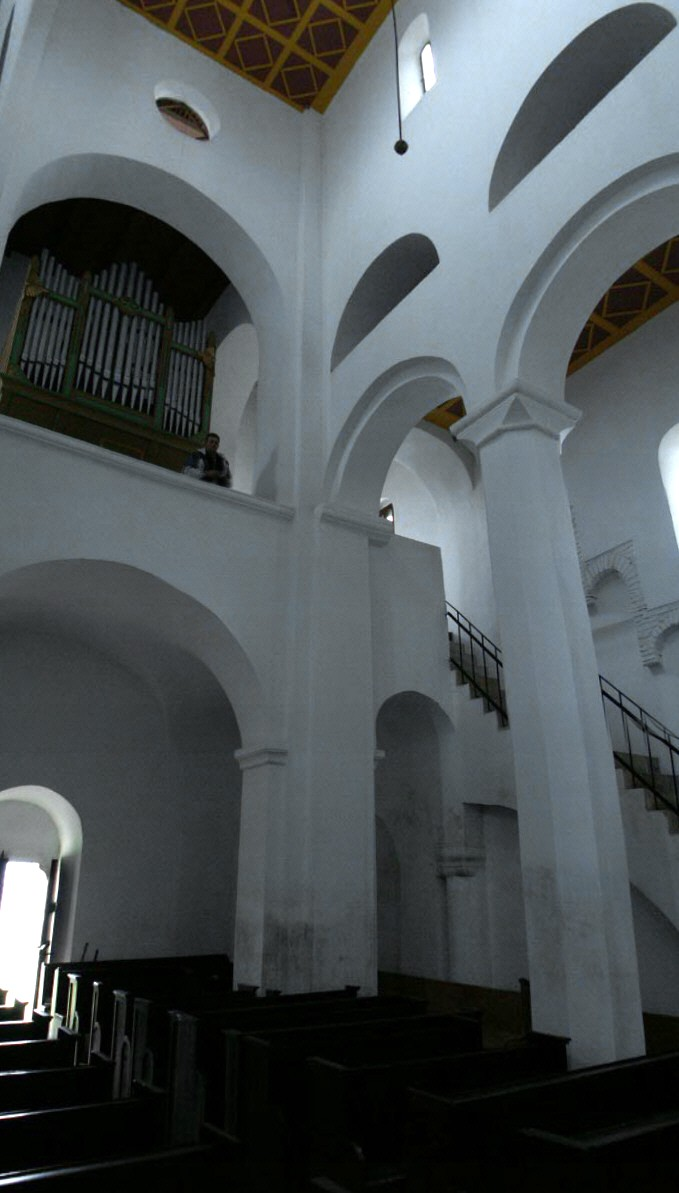
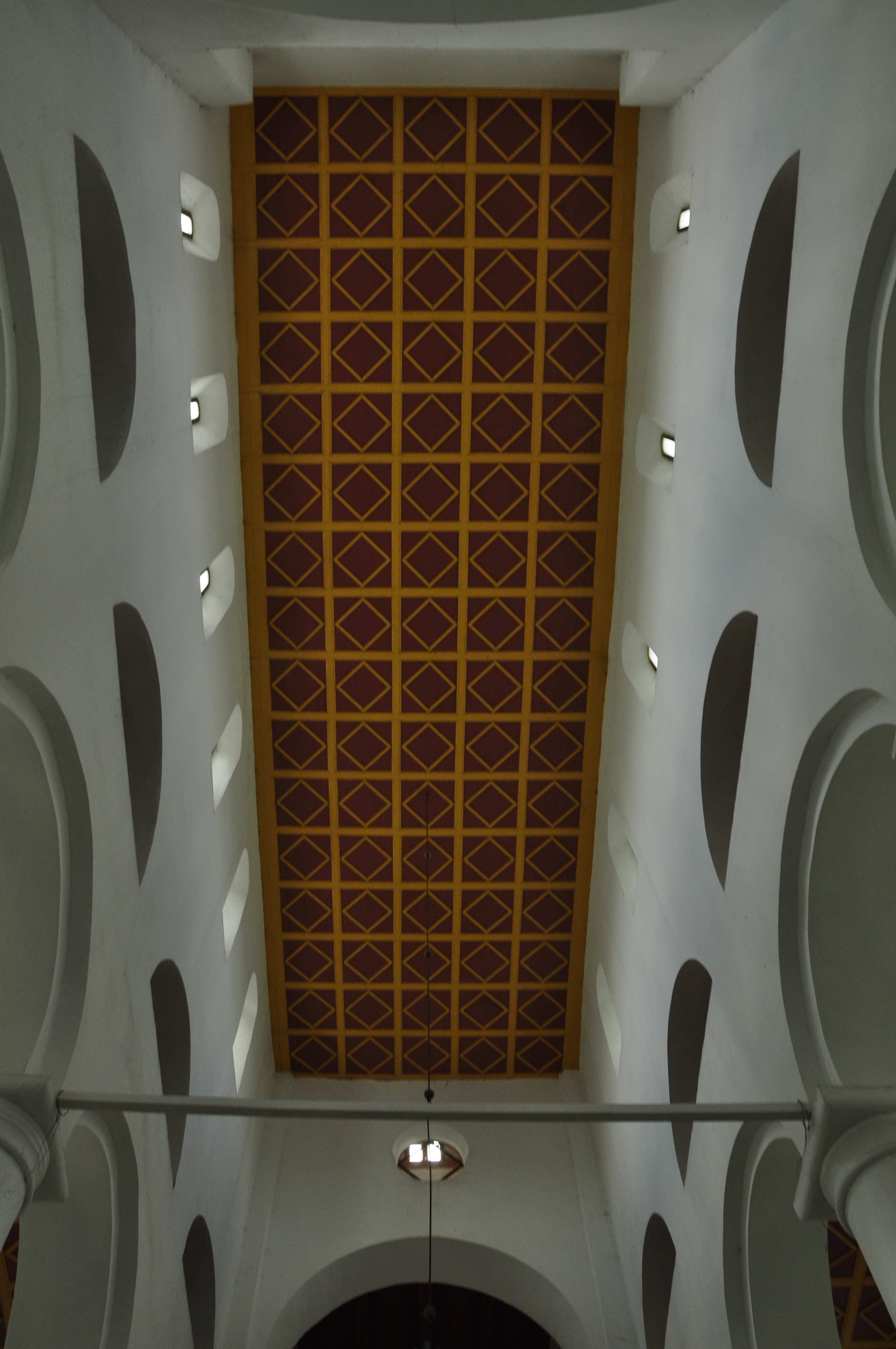
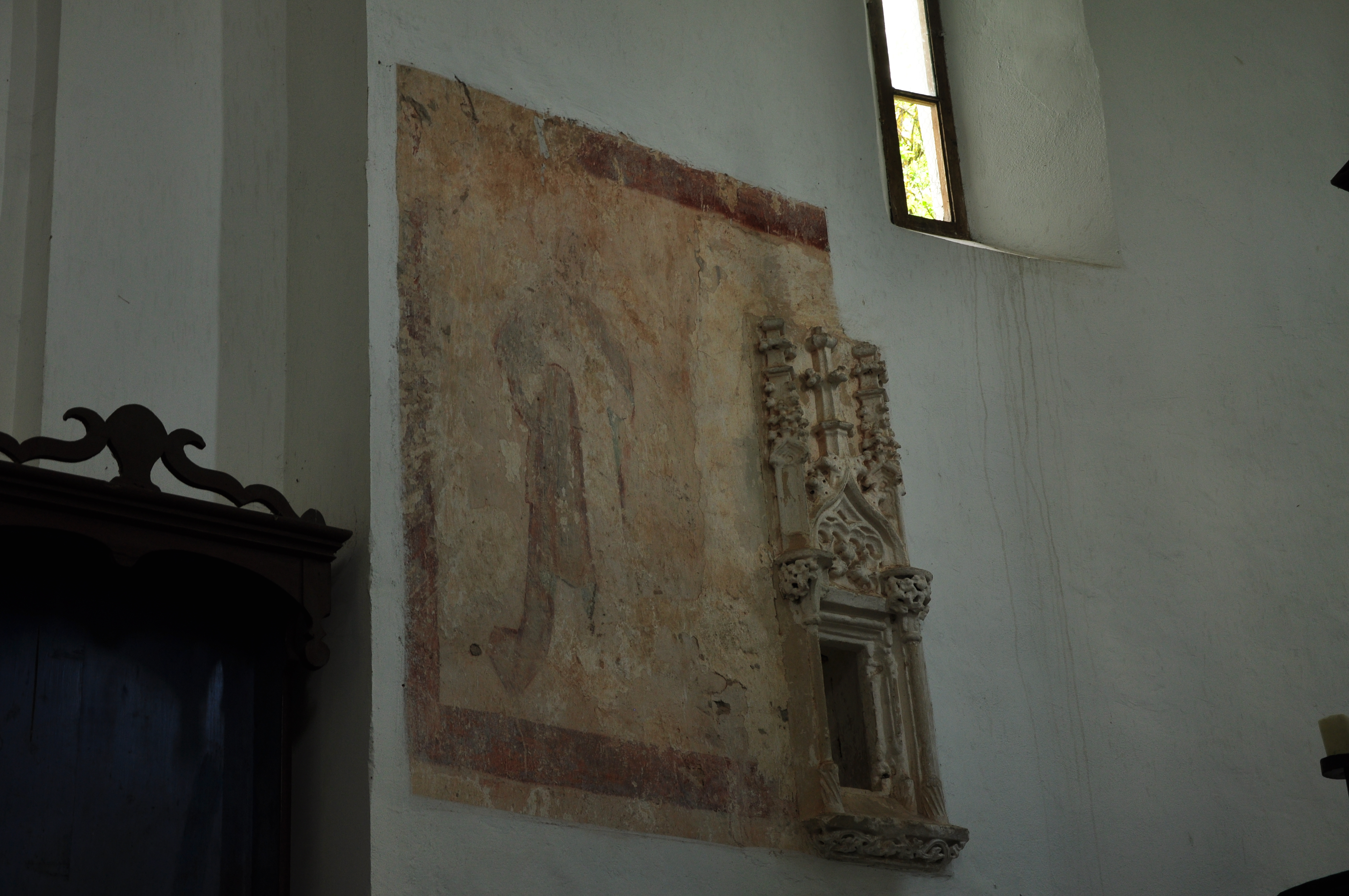
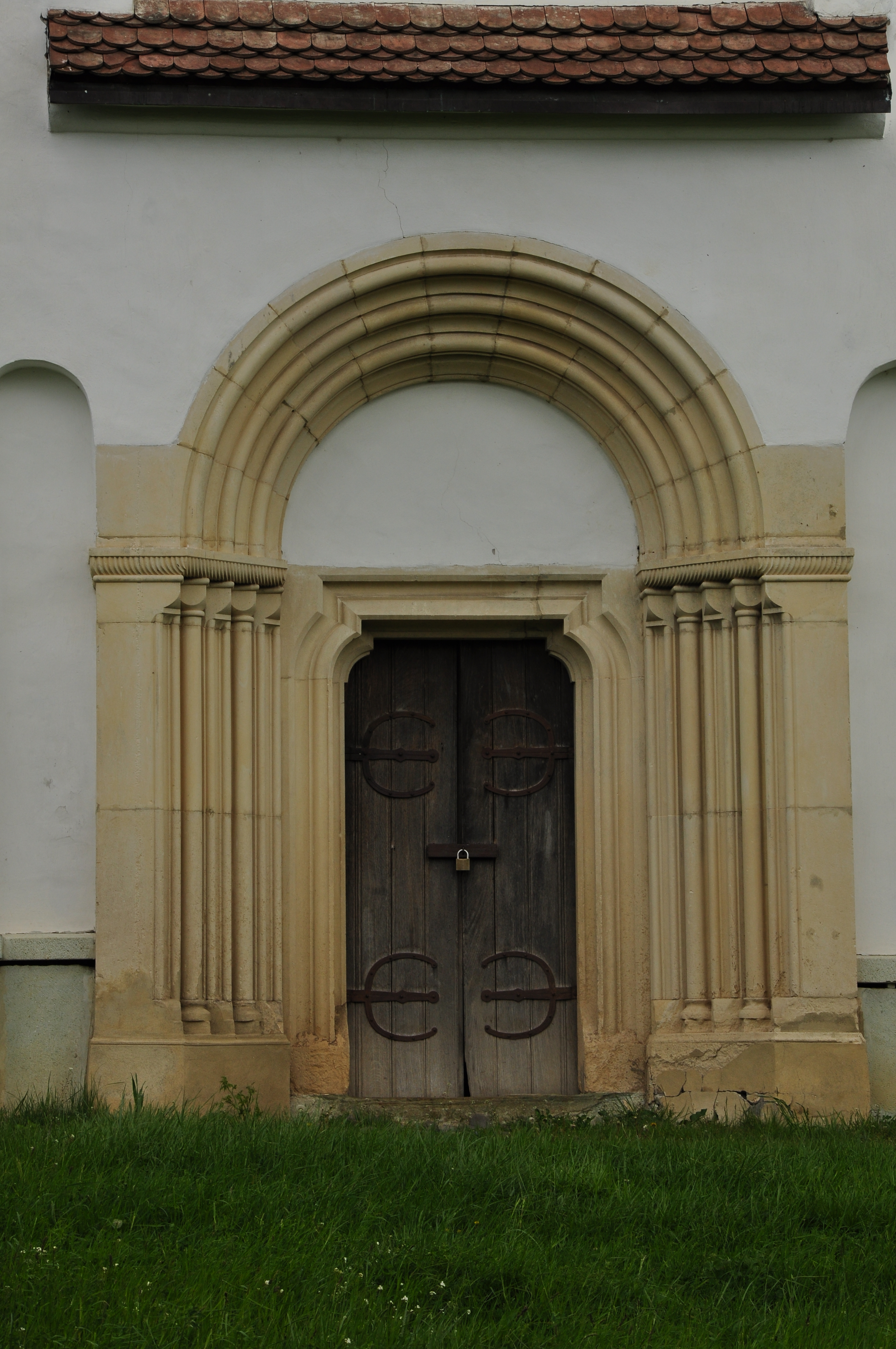
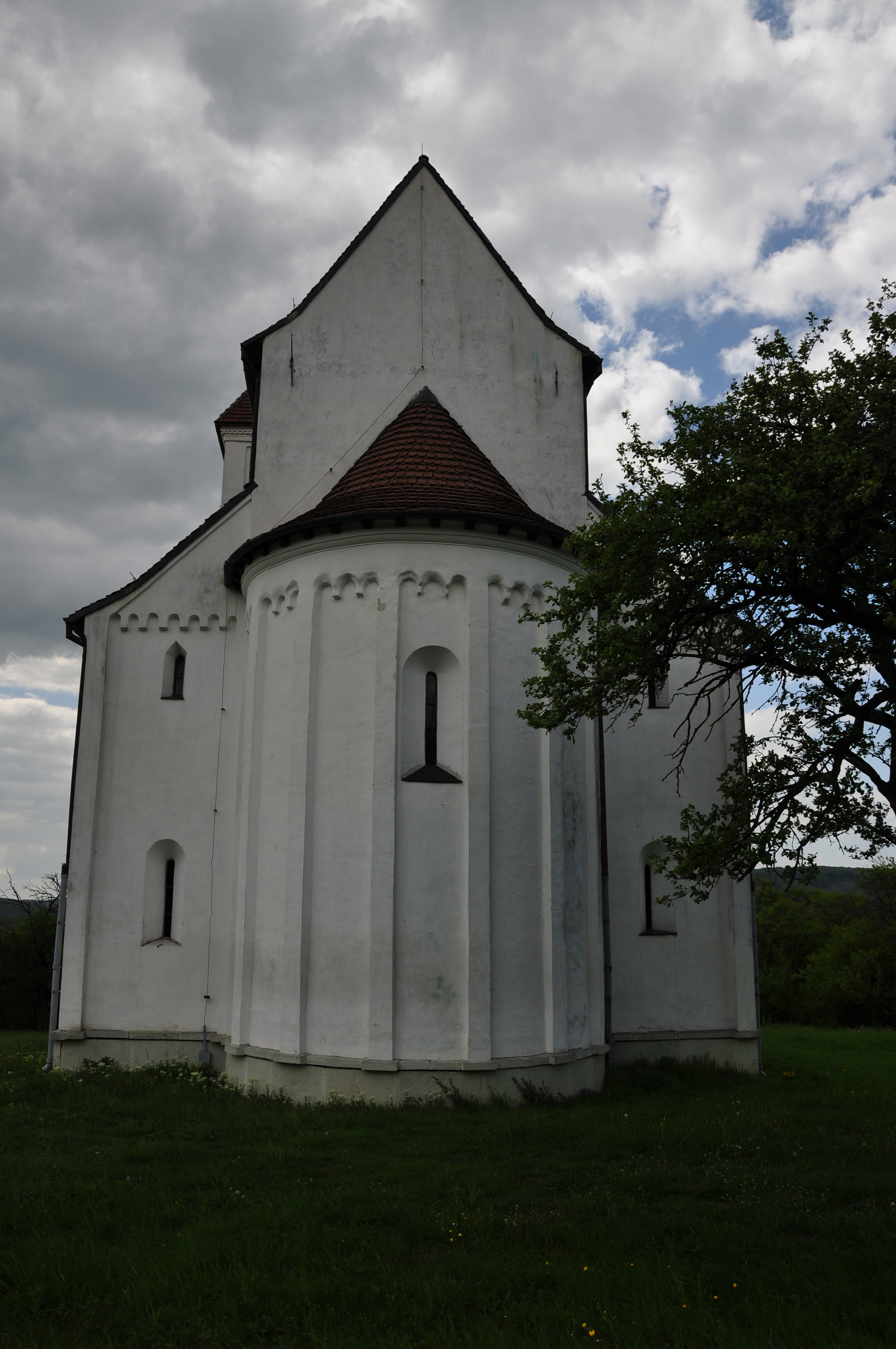